# Гийом, Гюнтер

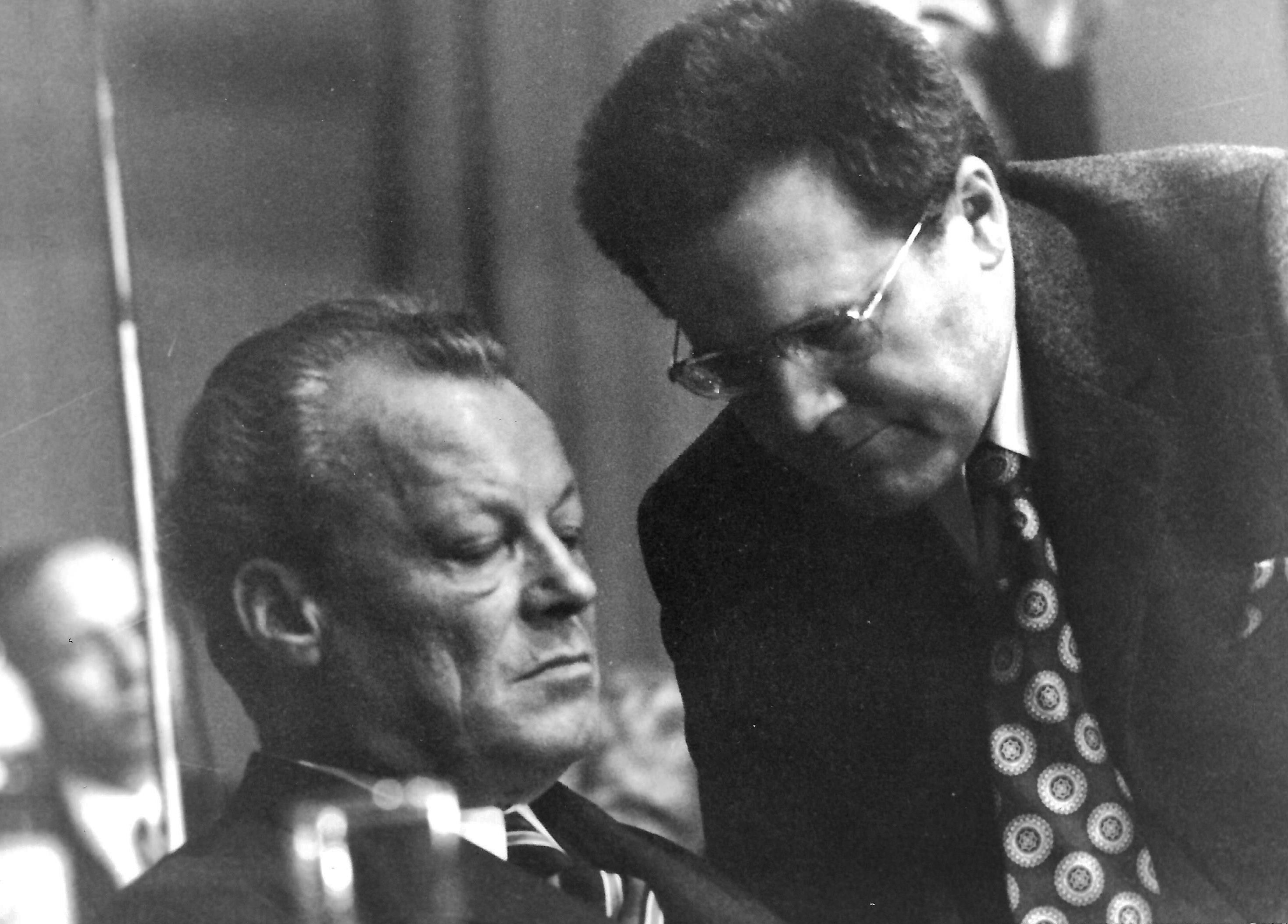
Гийом и Вилли Брандт. 1972—1974

Гю́нтер Карл Хайнц Гийо́м (нем. Günter Karl Heinz Guillaume; 1 февраля 1927, Берлин — 10 апреля 1995, Эггерсдорф под именем Гюнтер Брёль (нем. Günter Bröhl)) — офицер для специальных операций министерства государственной безопасности ГДР, внедрённый в качестве агента в ведомство канцлера ФРГ. Его разоблачение стало самым крупным шпионским скандалом в истории ФРГ и одной из причин отставки федерального канцлера Вилли Брандта, личным референтом которого он был с 1972 по 1974 год.

## Биография
Родился 1 февраля 1927 года в Берлине в семье музыканта. С 1933 года посещал народную школу, которую бросил после 8-го класса. Начал стажировку в Atlantik Verlags- und Bilderdienst GmbH в Берлине, а осенью 1944 года три месяца исполнял трудовую повинность в Имперской службе труда. 17 января 1944 года подал заявку на членство в НСДАП и был принят в партию 20 апреля того же года (членский номер 9 709 880). В 1944—1945 годах служил помощником ПВО. В конце Второй мировой войны попал в плен к англичанам. Бежав из плена, работал у фермера в земле Шлезвиг-Гольштейн. В конце 1945 года вернулся в Берлин. В 1946–1947 годах работал там сначала фотографом в одной рекламной конторе, а затем фоторепортёром.
В 1950 году устроился на должность редактора в издательстве «Фольк унд Вельт» в Восточном Берлине. В мае 1951 года женился на секретарше Кристель Боом. В 1952 году вступил в СЕПГ. В сентябре 1954 года был зарегистрирован в качестве неофициального сотрудника министерства государственной безопасности ГДР под кодовым именем Хансен. Его жена также была неофициальной сотрудницей Штази с кодовым именем Хайнце. 
Тёща Гийома, по браку имевшая нидерландское гражданство, зарегистрировала свое место жительства во Франкфурте-на-Майне, и таким образом в 1956 году пара могла «сбежать» на Запад без необходимости проходить допросы в лагере для беженцев. Кроме того, министерство госбезопасности ГДР предоставило им «стартовую помощь» в размере 10 тыс. немецких марок. Во Франкфурте-на-Майне Гийомы открыли табачную и кофейную лавочку Boom am Dom. В 1957 году у них родился сын Пьер.
В 1957 году Гийом вступил в СДПГ. Его жена стала секретаршей в партбюро СДПГ в Южном Гессене. С 1964 года Гийом был на партийной работе, вначале управляющим подрайонной организации СДПГ во Франкфурте-на-Майне, а с 1968 года — фракции СДПГ в городском совете. В 1969 году он руководил избирательной кампанией федерального министра транспорта Георга Лебера в его избирательном округе во Франкфурте, продемонстрировав свой организаторский талант и обеспечив министру высокие показатели первых голосов. После выборов Лебер содействовал назначению Гийома референтом в отдел экономической, финансовой и социальной политики ведомства федерального канцлера, где тому удалось заслужить доверие вышестоящих начальников. В 1972 году благодаря своей работоспособности и организаторскому таланту Гийом стал личным референтом федерального канцлера Вилли Брандта. На этой должности он получил доступ к секретным документам и участвовал в совещаниях, проводившихся федеральным канцлером в узком кругу. Помимо этого, Гийом был осведомлён о личной жизни Вилли Брандта.
Хотя службы безопасности ФРГ ещё в середине 1973 года располагали уликами в отношении супругов Гийом, их арест состоялся лишь спустя почти год. 24 апреля 1974 года Гийом был арестован в Бонне по обвинению в шпионской деятельности. При аресте он заявил: «Я офицер Национальной народной армии ГДР и сотрудник Министерства государственной безопасности. Прошу уважать мою честь офицера». Разоблачение стало началом получившего его имя дела и привело в ФРГ к серьёзному внутриполитическому кризису, который завершился 7 мая 1974 года отставкой Вилли Брандта с поста федерального канцлера. 6 июня 1974 года бундестаг по предложению оппозиции назначил парламентское расследование скандальной истории, выявившее серьёзные ошибки в системе работы служб безопасности.
15 декабря 1975 года Гюнтер Гийом был приговорён к тринадцати годам, а его супруга Кристель — к восьми годам тюремного заключения.
В 1981 году в результате обмена агентами супруги Гийом вернулись в ГДР как «посланники мира» (его обменяли на 8 западногерманских агентов, а ее — на шестерых). Они были награждены орденом Карла Маркса, Гийом получил звание полковника, его супруга — подполковника. С этого времени Гюнтер Гийом работал в качестве приглашённого лектора на курсах Министерства госбезопасности ГДР. 28 января 1985 года «в ознаменование особых услуг по обеспечению мира и укреплению ГДР» Высшая юридическая школа в Потсдаме присвоила ему звание почётного доктора юридических наук.
16 декабря 1981 года Кристель Гийом подала на развод, не простив мужу начавшегося в день возвращения в ГДР романа с медсестрой Эльке Брёль, также сотрудницей Штази. В 1986 году Гюнтер Гийом женился на Эльке Брёль, которая была младше его на 15 лет, и официально взял её фамилию. В 1986—1988 годах Гийом опубликовал свои мемуары «Показания» (нем. Die Aussage). 10 апреля 1995 года Гюнтер Гийом умер от рака почек в Эггерсдорфе в пригороде Берлина.
Сын Гийомов Пьер после ареста родителей переехал в 1975 году в ГДР, где получил образование фотожурналиста. В 1988 году он подал заявление на выезд в ФРГ и выехал туда в том же году вместе с семьёй. Поскольку министерство безопасности не допускало его выезда под фамилией отца, он взял девичью фамилию матери — Боом.
В 2004 году Пьер Боом опубликовал свои мемуары под названием «Чужой отец».
Бывшая супруга Гийома Кристель Боом умерла 20 марта 2004 года от болезни сердца.